# Người Dinka
Người Dinka (tiếng Dinka: Jiɛ̈ɛ̈ŋ) là một dân tộc Nin sống ở châu Phi, cụ thể là ở Nam Sudan.Khoảng 8% dân số sắc tộc này theo đạo Thiên Chúa, còn lại là tín ngưỡng địa phương. Số dân vào khoảng hơn 1,9 triệu người.(1996)

## Cư trú
Dinka là một nhóm có nhiều nhóm nhỏ hơn có quan hệ với nhau và sống ở hai bờ sông Nile trắng.Địa điểm cư trú trải dài từ Nile thượng ở đông nam Sudan cho đến tây nam Ethiopia.

## Lịch sử
Khoảng 3000 trước Công nguyên, những bầy người chăn nuôi,trồng trọt, đánh bắt, cày cấy và định cư tại khu vực đầm lầy lớn nhất thế giới, khu vực miền nam Sudan.
Dinka là một trong ba nhóm đó dần dần phát triển từ những người định cư ban đầu.
Người Dinka sống trải rộng trên khu vực này trong những thế kỷ gần đây, có lẽ khoảng năm 1500. Dinka bảo vệ khu vực của họ chống lại người Thổ Nhĩ Kỳ Ottoman vào giữa những năm 1800 và từ chối những nỗ lực của thương nhân nô lệ để chuyển đổi họ sang đạo Hồi.

## Ngôn ngữ
Các dân tộc Dinka nói một loạt các ngôn ngữ liên quan gần gũi được nhóm lại theo các nhà ngôn ngữ học vào năm gia đình rộng lớn của tiếng địa phương.Năm ngôn ngữ chính thức gồm Đông Bắc, Tây Bắc, Đông Nam, Tây Nam và Nam Trung Bộ. Những tên này bao gồm tất cả các phương ngữ được biết đến của người Dinka.

## Phong tục
Trước khi người Anh đến, người Dinka đã không sống trong những khu làng, mà họ sống du canh du cư trong các nhóm gia đình sống trong nhà cửa tạm thời với gia súc của họ.Nhà cửa có thể được tổ chức thành cụm một hoặc hai có khi lên đến 100 gia đình. Các thị trấn nhỏ mọc lên xung quanh trung tâm hành chính của Anh. Mỗi làng một hoặc nhiều gia đình mở rộng được dẫn dắt bởi một nhà lãnh đạo được lựa chọn bởi nhóm.

## Tôn giáo
Các Dinka tin vào một vị thần thánh duy nhất, mà họ gọi Nhialac. Họ tin rằng Nhialac là tác giả và nguồn gốc của cuộc sống. Con người liên hệ với Nhialac thông qua trung gian tâm linh và các tổ chức được gọi là yath và Jak có thể đượcthực hiện bởi các nghi lễ khác nhau.